# 孔邈 (刘宋)
孔邈（4世紀—？），会稽山阴人，孔子二十九代孙，孔琳之之子，孔邈有父亲孔琳之的风范，官至刘宋扬州中从事、司徒左西掾。
刘宋元嘉三年（426年），司徒徐羨之等人被诛杀，宋文帝分遣大使巡行天下，通直散骑常侍袁渝、司徒左西掾孔邈出使扬州。
孔邈生前有上奏没被传达到皇帝那里，孔邈去世后，有议论的人说那份上奏已经不适合用孔邈的名义，而应该用现任官员的名义启奏，何承天认为上奏已经拖延经常耗时几年数月，应该化繁就简。
有子孔觊、孔道存。